# Stäppmossa
Stäppmossa (Pleurochaete squarrosa) är en bladmossart som beskrevs av Lindberg 1864. Stäppmossa ingår i släktet Pleurochaete och familjen Pottiaceae. Enligt den svenska rödlistan är arten nationellt utdöd i Sverige. . Arten har tidigare förekommit på Gotland men är numera lokalt utdöd. Artens livsmiljö är jordbrukslandskap. Inga underarter finns listade i Catalogue of Life.

## Bildgalleri

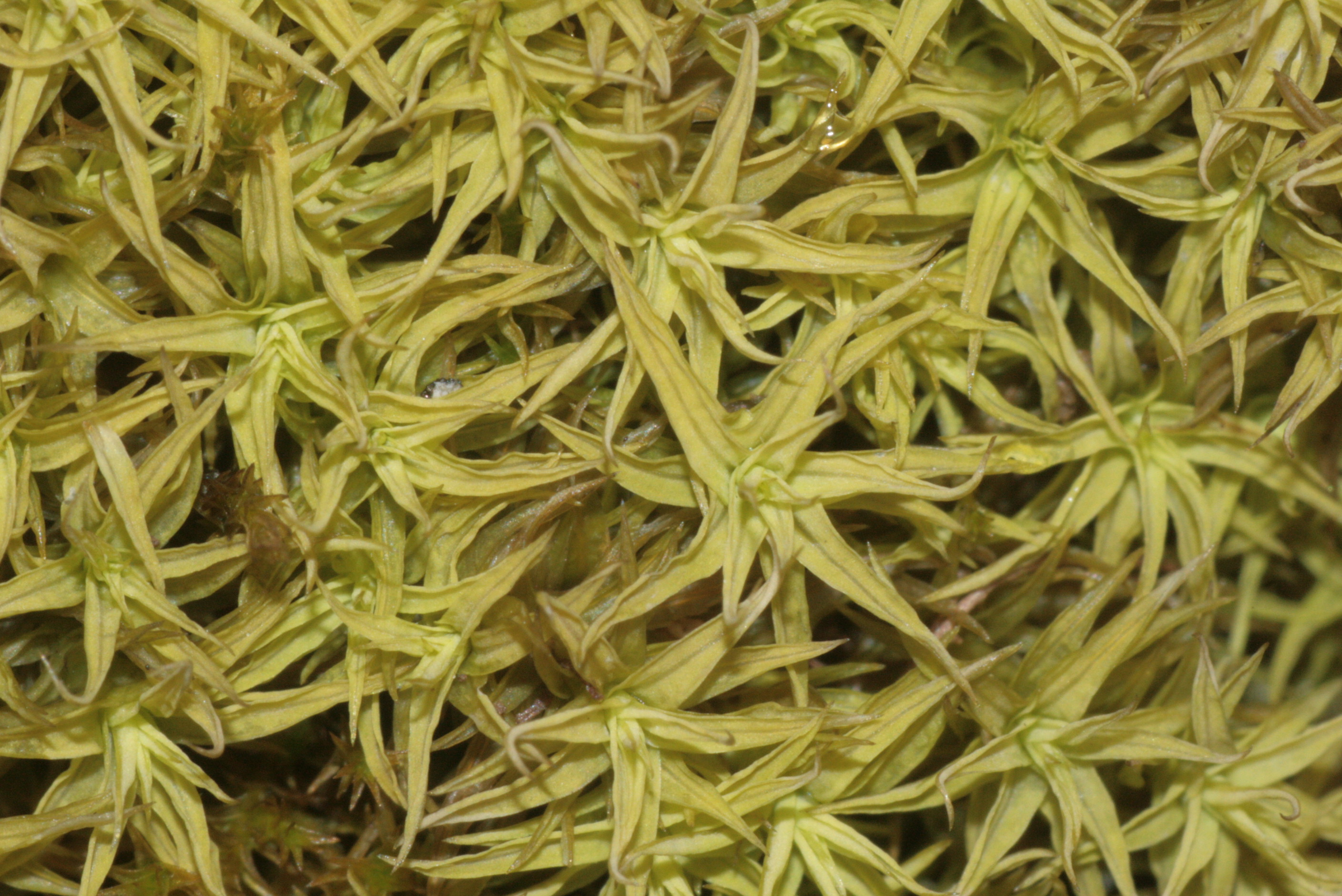
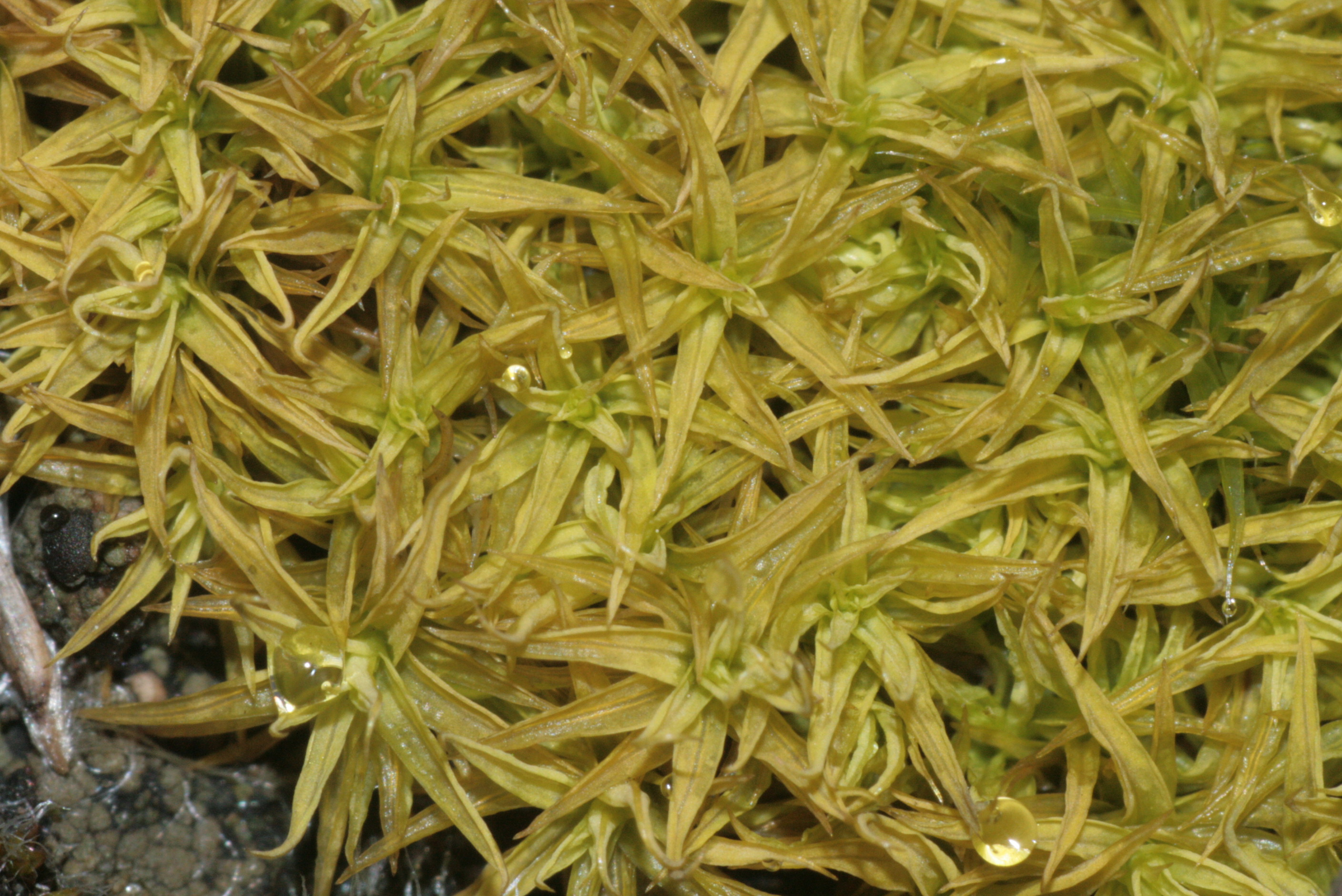
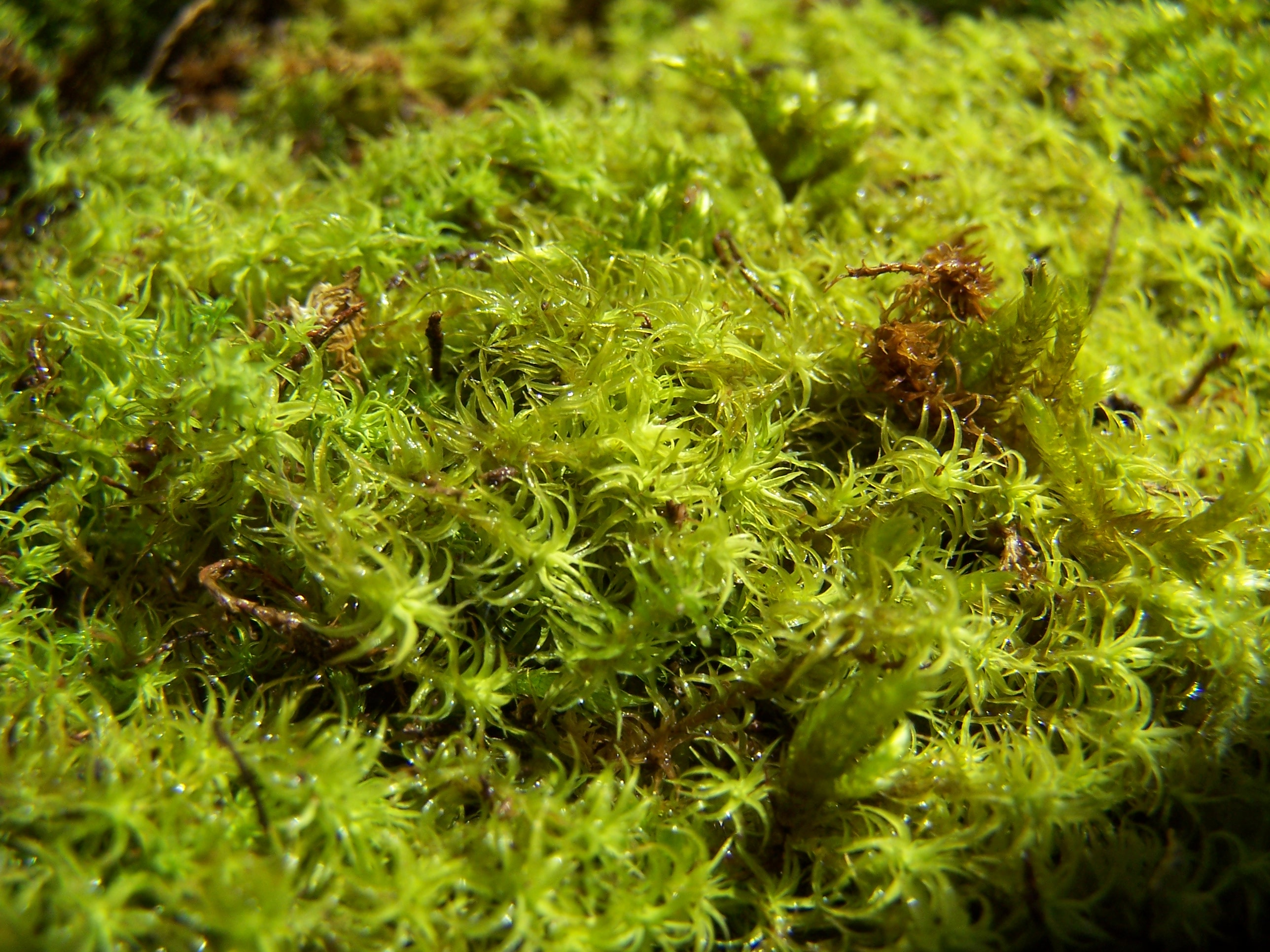
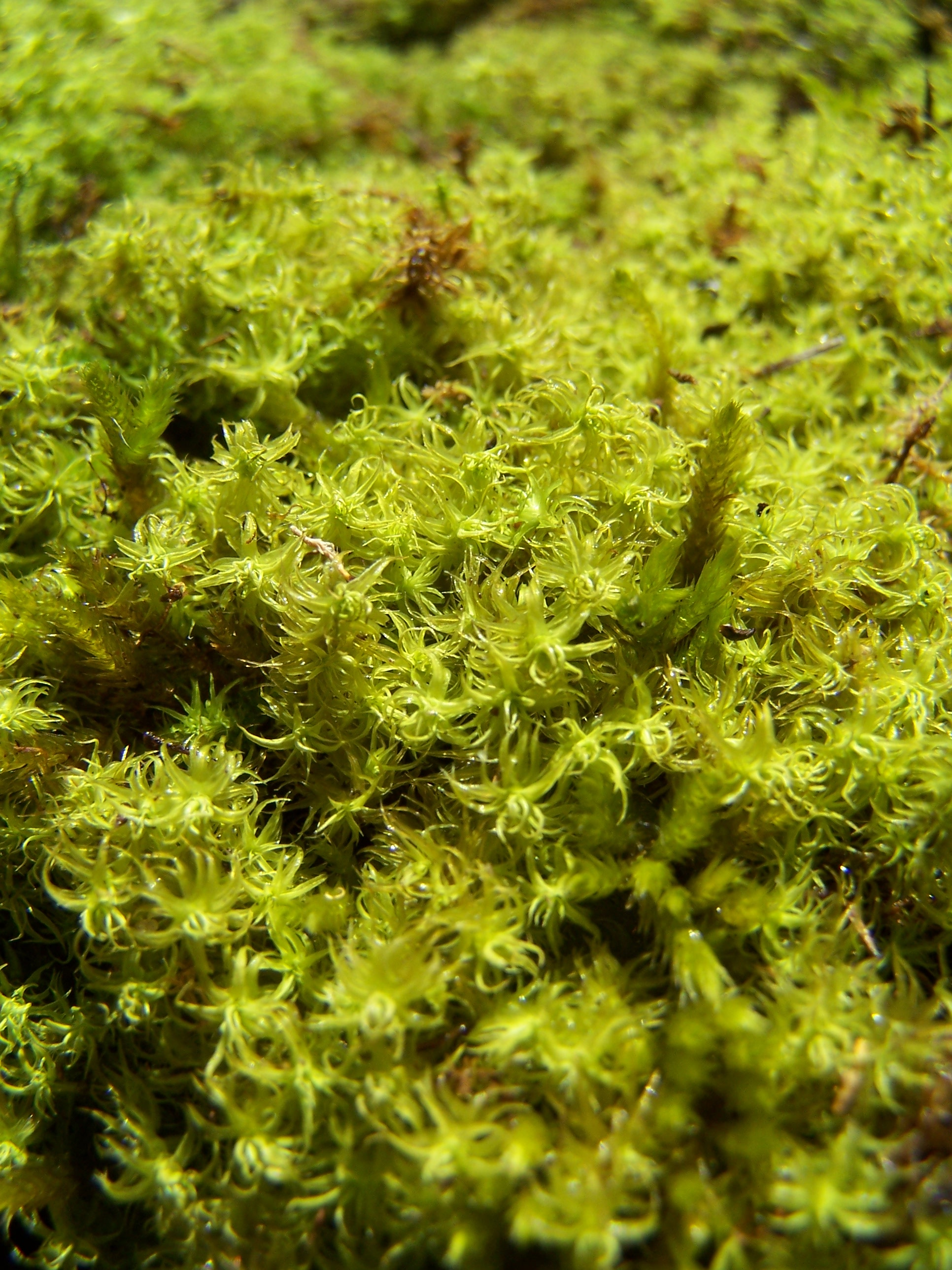
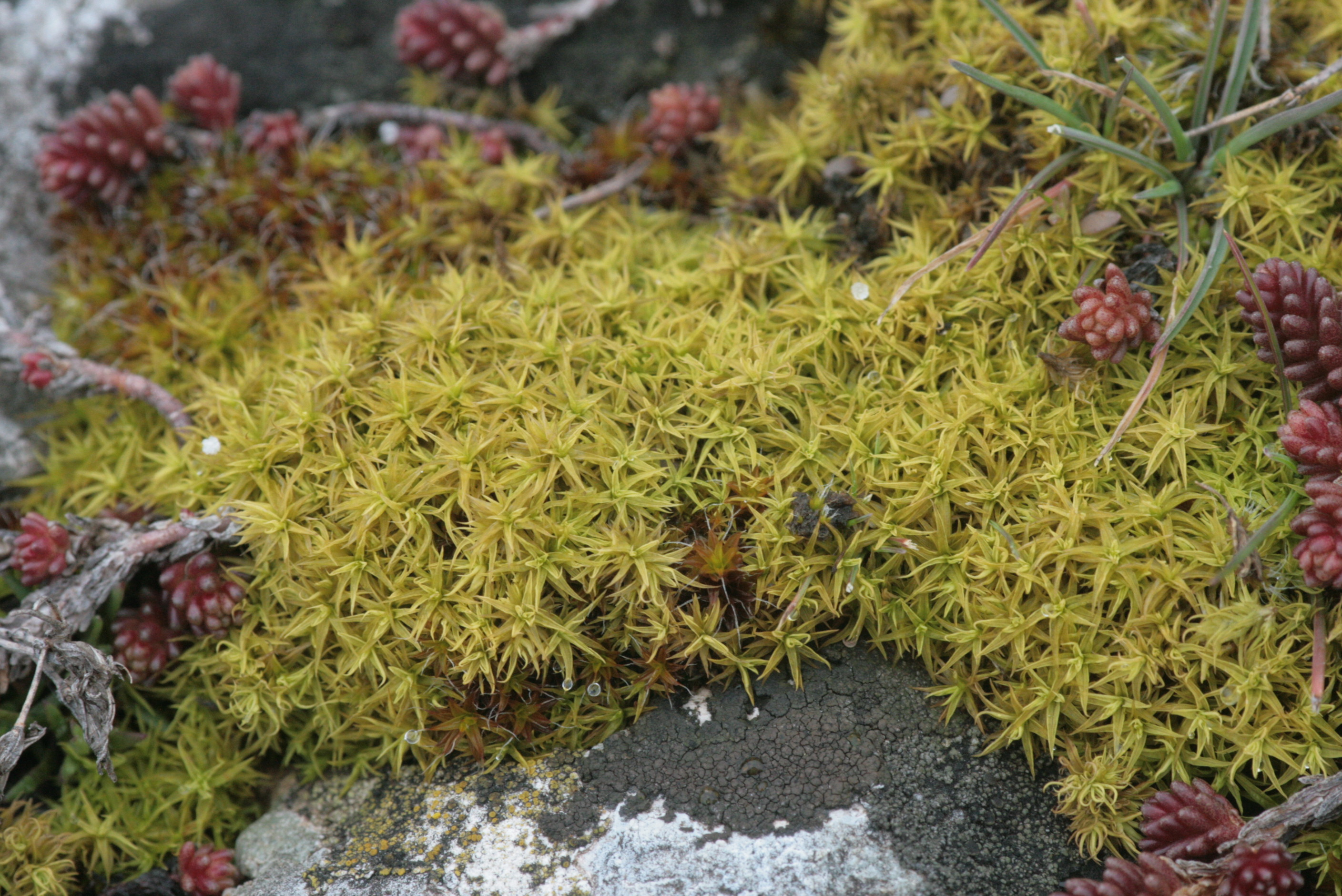
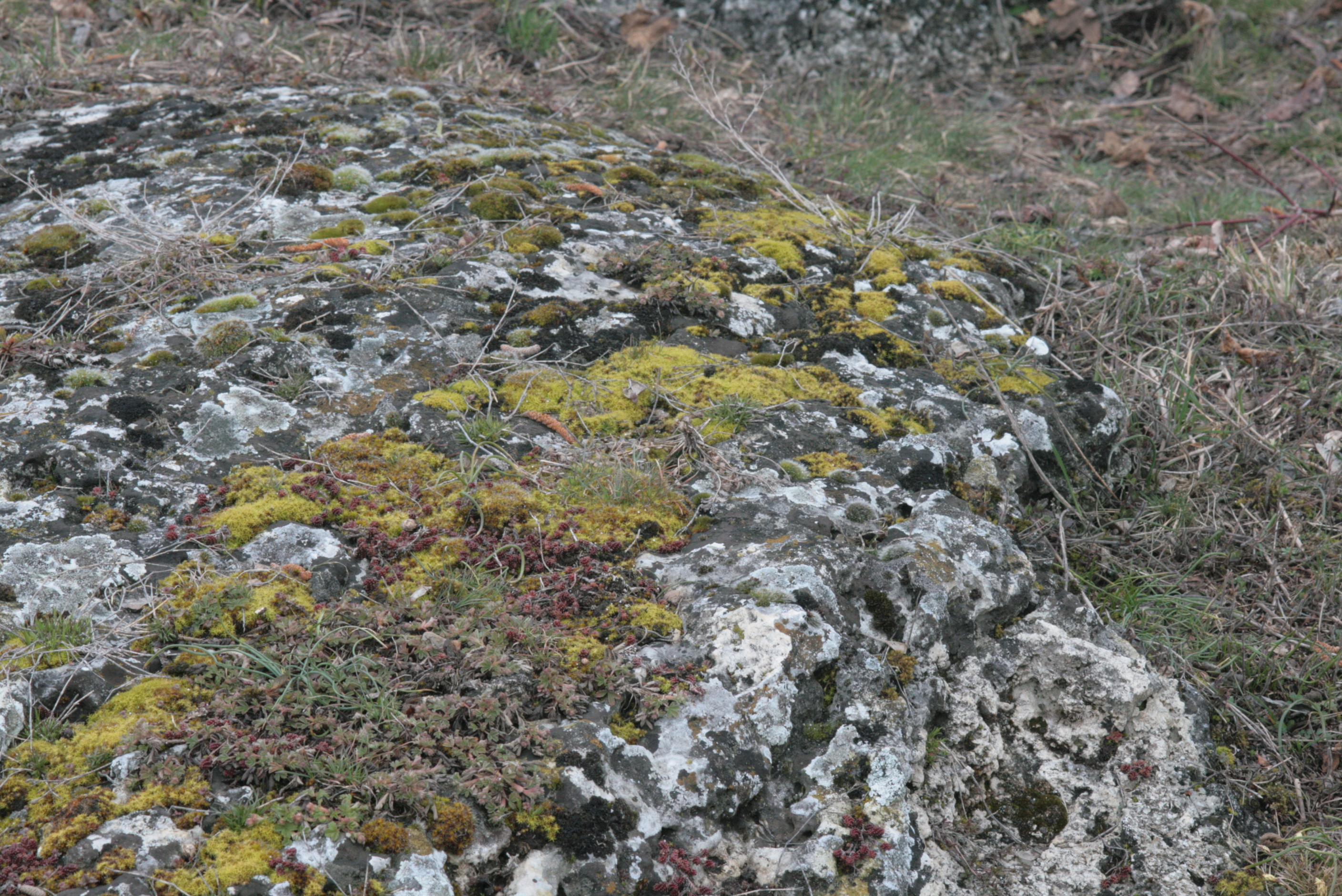